# Tangerhütte
Tangerhütte is een eenheidsgemeente in de Duitse deelstaat Saksen-Anhalt, gelegen in de Landkreis Stendal. De plaats telt 10.612 inwoners.

## Geschiedenis
De eenheidsgemeente Tangerhütte is op 31 mei 2010 opgericht door de fusie van de toenmalige zelfstandige gemeenten
Bellingen, Birkholz, Bittkau, Cobbel, Demker, Grieben, Hüselitz, Jerchel, Kehnert, Lüderitz, Ringfurth, Schelldorf, Schernebeck, Schönwalde (Altmark), de stad Tangerhütte, Uchtdorf, Uetz, Weißewarte en Windberge.

## Indeling gemeente
De volgende Ortsteile maken deel uit van de gemeente:
- Bellingen
- Birkholz
- Bittkau
- Briest
- Cobbel
- Demker
- Grieben
- Hüselitz
- Jerchel
- Kehnert
- Lüderitz
- Mahlpfuhl
- Ringfurth
- Schelldorf
- Schernebeck
- Schönwalde (Altmark)
- Tangerhütte
- Uchtdorf
- Uetz
- Weißewarte
- Windberge

Aland ·
Altmärkische Höhe ·
Altmärkische Wische ·
Arneburg ·
Bismark (Altmark) ·
Eichstedt (Altmark) ·
Goldbeck ·
Hassel ·
Havelberg ·
Hohenberg-Krusemark ·
Iden ·
Kamern ·
Klietz ·
Osterburg (Altmark) ·
Rochau ·
Sandau (Elbe) ·
Schollene ·
Schönhausen (Elbe) ·
Seehausen (Altmark) ·
Stendal ·
Tangerhütte ·
Tangermünde ·
Vinzelberg ·
Werben (Elbe) ·
Wust-Fischbeck ·
Zehrental